# 잉그리다 시모니테

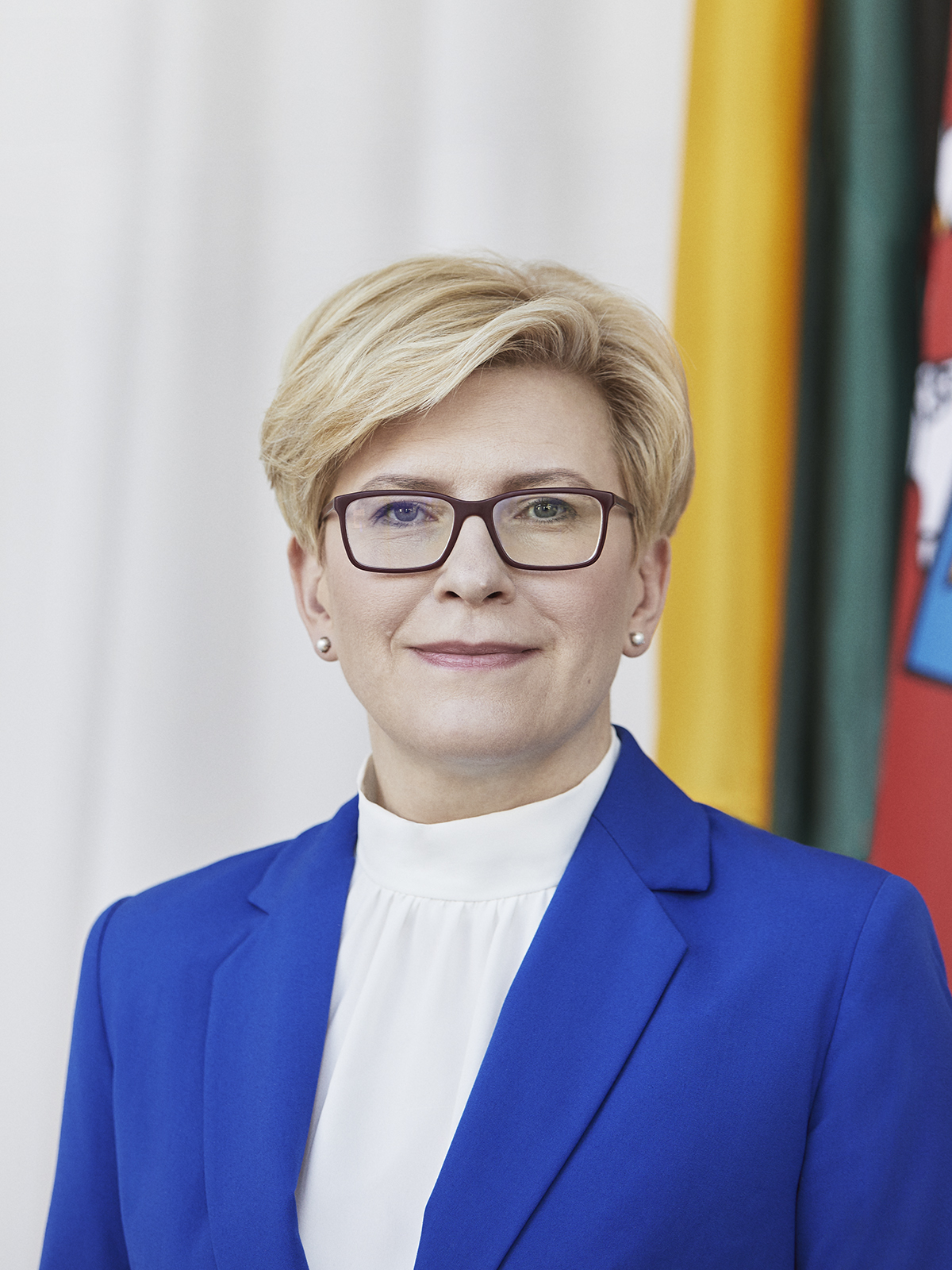
잉그리다 시모니테

잉그리다 시모니테(리투아니아어: Ingrida Šimonytė [ɪŋʲɡʲrʲɪˈdˠɐ ʃʲɪmˠoːˈnʲîːtʲeː], 1974년 11월 15일~)는 리투아니아의 경제학자 출신 정치인이자 총리다. 2020년 11월 25일, 카지미라 프룬스키에네 이후 두 번째 여성 총리가 되었다. 2016년 이래 안타칼니스구의 국회의원직을 맡고 있으며, 2009년부터 2012년까지 제2차 안드류스 쿠빌류스 내각에서 재무부 장관직을 지냈다. 2019년 대선에 출마한 바 있는 그는 무소속이지만 조국연합과 가까운 인연을 맺고 있다.
빌뉴스에서 태어났으며, 1996년 빌뉴스 대학교에서 경영학 학사 학위를, 1998년 석사 학위를 취득했다. 졸업 후에는 경제학자 및 공무원으로서 2004년까지 재무부 세과장으로 근무했다. 그 후에도 세과에서 근무하다가 2009년 재무부 장관으로 임명되어 대침체로 타격을 입은 리투아니아의 경제를 회복하는 임무를 담당하게 되었다. 2012년 재무부 장관직을 사임했으며, 이후 리투아니아 은행의 부이사장 및 빌뉴스 대학교 국제관계·정치학과의 경제학 교수, ISM 경영경제대학교 공공재정학 교수로 임명되었다.
2016년 총선에 안타칼니스구에 무소속 후보로 출마해 당선되어 정계에 복귀했다. 2018년 2019년 대선 출마를 선언하였으며, 이후 조국연합의 대통령 후보로 선출되었다. 2019년 5월 12일 1차 투표에서 가까스로 1위를 했으나, 26일에 치러진 2차에서 기타나스 나우세다 후보에 밀려 낙선했다.
2020년 총선에도 출마해 재선에 성공했으며, 총선 결과 조국연합이 다수당이 되었다. 이에 따라 조국연합, 자유운동, 자유당 연합의 총리 후보로 지명되었으며, 11월 25일, 총리로 취임했다.

## 역대 선거 결과
| 선거명      | 직책명              | 대수 | 정당   | 1차 득표율 | 1차 득표수 | 2차 득표율 | 2차 득표수 | 결과 | 당락 |
| ----------- | ------------------- | ---- | ------ | ---------- | ---------- | ---------- | ---------- | ---- | ---- |
| 2019년 선거 | 리투아니아의 대통령 | 10대 | 무소속 | 31.53%     | 446,719표  | 33.47%     | 443,394표  | 2위  | 낙선 |